# Christopher Nolan (escritor)
Christopher Nolan (Dublin, 6 de Setembro de 1965 — 20 de Fevereiro de 2009) foi um escritor irlandês.
Por complicações ao nascer ficou com paralisia cerebral. Deixou apenas quatro obras literárias, escritas no computador com um ponteiro colocado na cabeça.
Só começou a escrever aos onze anos e, aos quinze, publicou seu primeiro livro.
Em 1988 recebeu o prémio literário britânico Whitbread.
Foi ainda distinguido pela United Nations Society of Writers e considerado Personalidade do Ano em 1988 na República da Irlanda.

## Principais obras publicadas
- Dam Burst of Dreams (primeiro livro, publicado em 1981)
- Under the Eye of the Clock (autobiografia, narrada por personagem ficcional, publicado em 1987, recebeu o Whitbread Award)
- Torchlight and Lazer Beams (publicado em 1988)
- The Banyan Tree (publicado em 1999)

## Prémios
- Whitbread Award, 1988